# Jean de Villegas
Pour les articles homonymes, voir Villegas.
Jean-Marie de Villegas, né en 1803 à Torhout et mort en 1876 à Laeken, est un avocat, magistrat et homme politique belge.

## Biographie
Jean de Villegas est le fils de Jean-Charles de Villegas (1778-1857) et de Marie-Josèphe Fraeijs de Veubeke. Il épouse Mélanie Eugénie du Bois dit van den Bossche, fille du baron Charles Livin du Bois dit van den Bossche et de Constance Jeanne Huyttens.
Après avoir obtenu son doctorat en droit à l'Université de Gand en 1826, il devient substitut puis procureur près le tribunal de première instance d'Audenarde. Il devient greffier en chef de la cour d'appel de Gand en 1853, procureur général adjoint en 1854 et procureur du roi à Gand en 1858. En 1861, il est promu conseiller à la cour d'appel, où il prend sa retraite en 1875.
Charles Baugniet a réalisé en 1840 une lithographie le représentant.

## Fonctions et mandats
- Membre de la Chambre des représentants de Belgique : 1839-1848.
- Conseiller communal de Gand : 1855-1856
- Ancien greffier en chef, puis substitut du procureur-général, nommé conseiller à la cour d'appel de Gand.
- En qualité de plus ancien conseiller, il présida la seconde chambre de la Cour d'appel de Gand pendant quelques années.

## Décoration
- Chevalier de l'ordre de Léopold

## Sources
- DE PAEPE, RAINDORF-GERARD, Le Parlement belge 1831-1894. Données biographiques, Bruxelles, Commission de la biographie nationale, 1996, p. 250
- Jacques t'Kint, Généalogie et Histoire de la famille de Villegas, Tablettes du Brabant, Tome II, Hombeek, 1957